# Elección anticipada
Una elección anticipada es aquella convocada antes de la que se ha programado de forma ordinaria.
Por lo general, se refiere a una elección en un régimen parlamentario que es llamada para poder aprovechar una oportunidad electoral inusual o decidir un tema urgente, en circunstancias en las que no es convencional o requerida por la ley. Difieren de unas elecciones por revocación en que son iniciadas por políticos (usualmente el presidente o el partido mayoritario) .
Ya que el poder para llamar a unas elecciones anticipadas reside en el titular, generalmente los resultados son muy positivos para el partido en el poder. Sin embargo, las elecciones rápidas también pueden ser contraproducentes para el titular y resultar en una disminución de la mayoría o incluso que la oposición gane o ganando poder. Como resultado de estos últimos casos, ha habido ocasiones en las cuales las consecuencias han sido la implementación de elecciones a plazo fijo.
En términos generales, el Primer Ministro bajo tales circunstancias no tiene el poder legal para convocar una elección, sino que debe solicitar que la elección sea convocada por el jefe de Estado. En la mayoría de los países, el jefe de Estado casi siempre concede tal solicitud por convenio.

## Elecciones anticipadas por países y regiones

### Australia
Hay tres procesos a través los cuales las elecciones pueden ser declaradas antes de tiempo en Australia:
- El plazo máximo de la Cámara de Representantes de Australia es de 3 años. Sin embargo, la cámara puede esperar varios meses después de las elecciones para realizar su primera sesión, mientras que se necesita un período de campaña de al menos 33 días entre las fechas de convocatoria y celebración de las elecciones. Es la norma para que la cámara sea disuelta antes por el Gobernador General antes de que expire su mandato, lo que se hace bajo el asesoramiento del Primer Ministro

- La mitad del Senado australiano (excluyendo los escaños que representan los territorios) cambia cada tres años en julio. Una elección para la mitad a punto de cambiar debe tener lugar hasta un año antes de que venza, en una fecha determinada por el gobierno. Por convenio, las elecciones de ambas cámaras generalmente se han celebrado el mismo día. Si la elección previa del Senado se llevó a cabo cerca del cambio electoral, la próxima elección del Senado puede celebrarse significativamente antes.

- Se puede convocar una disolución doble para resolver el conflicto entre las dos cámaras, en cuyo caso los puestos de ambas cámaras se presentan a la elección. Esto requiere al menos un proyecto de ley que se originó en la Cámara de Representantes (a menudo llamado "disparador") para ser rechazado dos veces por el Senado bajo ciertas condiciones. En este caso, el próximo cambio al Senado vence el segundo mes de julio después de las elecciones, mientras que la Cámara de Representantes comienza un nuevo mandato de 3 años.

Ejemplos de elecciones anticipadas en Australia:
- Elecciones de 1963: El primer ministro, Robert Menzies llamó a unas elecciones anticipadas para la casa de representaciones debido a unos problemas sociopolíticos.
- Elecciones de 1974 : Las elecciones de doble disolución se centraron en el primer año y medio en funciones del primer ministro liberal Gough Whitlam y en si el público australiano estaba dispuesto a continuar con su agenda de reformas y también a romper un punto muerto en el Senado después del líder de la oposición Billy Snedden. Anunció que la oposición bloquearía las facturas de suministro del Gobierno en el Senado luego del caso Gair. El gobierno de Whitlam fue posteriormente devuelto con una mayoría reducida en la Cámara de Representantes, pero aumentó la presencia (pero no la mayoría) en el Senado, lo que permitió al gobierno aprobar seis proyectos de reforma en una sesión conjunta de las dos cámaras del parlamento australiano.
- Elecciones de 1975: Las elecciones se produjeron después del polémico despido del gobierno de Whitlam por parte del Gobernador General Sir John Kerr en la crisis constitucional de 1975 y la instalación del líder de la oposición Malcolm Fraser como primer ministro. Los laboristas creían que tenía posibilidades de ganar las elecciones y que el despido sería un activo electoral para ellos, pero la Coalición atacó a los laboristas por las condiciones económicas que presidían, lo que resultó en que la coalición obtuviera una victoria récord, con 91 escaños en la Cámara de Representantes a los 36 de ALP y una mayoría de 35 a 27 en el Senado ampliado.
- Elecciones de 1983: Si bien no se esperaba una elección por siete meses más, Malcolm Fraser se había envalentonado por la inesperada victoria en las elecciones de 1980 en las que se esperaba que su Partido Liberal perdiera. Fraser también buscó explotar las divisiones en el opositor Partido Laborista, y se sorprendió al saber que el popular Bob Hawke había ganado el liderazgo del Partido Laborista el día que buscó la disolución. En última instancia, los laboristas ganaron el poder y derrotaron al gobierno de Fraser en un giro de 24 asientos, la mayor derrota de un gobierno en funciones desde 1949, y la peor derrota que un gobierno no laborista ha sufrido alguna vez.
- Elecciones de 1984: Estas elecciones se celebraron 18 meses antes de tiempo para volver a alinear las elecciones para la Cámara de Representantes y el Senado. La doble disolución de 1983 los había desequilibrado. Se esperaba amplia-mente que el actual gobierno de Hawke Labor fuera reelegido fácilmente, pero una campaña de 10 semanas excepcionalmente larga, confusión sobre las papeletas y un fuerte desempeño de la campaña por el líder liberal, Andrew Peacock, vio la reducción de la mayoría del gobierno (aunque esto fue disfrazado por el aumento en el tamaño de la Cámara de 125 a 148).
- Elecciones de 1998: Las elecciones del 3 de octubre de 1998 se celebraron seis meses antes de lo requerido por la Constitución. El primer ministro John Howard hizo el anuncio luego del lanzamiento de la política de impuesto a bienes y servicios (GST) de la coalición y una campaña publicitaria de cinco semanas. La elección subsiguiente estuvo casi completamente dominada por el 10% propuesto de GST y los recortes de impuestos a la renta.
- Elecciones de 2010: El sábado 21 de agosto de 2010 se realizaron unas elecciones federales, convocadas relativamente temprano para dar a la primera ministra Julia Gillard quien había ganado el primer ministerio diera de las elecciones de Kevin Rudd un mandato mayor. La elección terminó en un parlamento colgado, y la consiguiente retención de la mayoría laborista en la Cámara de Representantes después de negociaciones con los independentistas

### Bangladés
Después de que el período del partido nacionalista de Khaleda Zia terminara en enero de 1996, el país acudió a las urnas el 15 de febrero de 1996, donde las elecciones fueron boicoteadas por todos los principales partidos de la oposición, incluida la oponente Sheikh Hasina, la Liga Awami de BNP. La oposición había exigido un gobierno provisional neutral para supervisar las urnas, pero fue rechazado por el gobierno en control y las elecciones continuaron según lo programado. El BNP ganó por defecto, tomando todos los 300 escaños en la cámara del Parlamento y asumió el poder. La Liga Awami y sus aliados no aceptaron los resultados y convocaron una huelga general y bloqueos de un mes para derrocar al gobierno de BNP. La huelga general estuvo marcada por una violencia sangrienta que incluyó un ataque con granadas contra la sede de la Liga Awami que mató a decenas de personas. Por otro lado, el Tribunal Supremo anuló los resultados electorales que obligaron al gobierno del BNP a enmendar la constitución en una sesión parlamentaria especial al introducir el sistema del gobierno provisional como parte de la reforma electoral. Finalmente, el gobierno de BNP fue derrocado cuando dimitieron el 31 de marzo de 1996, y entregó el poder al gobierno interino. El gobierno interino se mantuvo en el poder durante 90 días antes de que pudieran celebrarse nuevas elecciones. Finalmente, se llevó a cabo una elección urgente el 12 de junio de 1996, donde Liga Awami obtuvo una mayoría simple al derrotar a su rival BNP y se mantuvo en el poder durante los siguientes cinco años.

### Belice
Según el artículo 84 de la Constitución de Belice, la Asamblea Nacional debe disolverse "cinco años después de la fecha en que se reunieron por primera vez las dos Cámaras de la ex Asamblea Nacional", a menos que el Gobernador General de Belice lo disuelva antes, siguiendo el consejo del Primer Ministro.
Desde que Belice obtuvo la independencia de Reino Unido en septiembre de 1981, se convocaron elecciones anticipadas dos veces, en 1993 y 2012. En marzo de 2015, el primer ministro de Belice, Dean Barrow, descartó la posibilidad de unas elecciones anticipadas más adelante en el año.

### Canadá
En Canadá, las elecciones anticipadas a nivel federal no son inusuales. Durante sus 10 años como Primer Ministro, Jean Chrétien recomendó al Gobernador General convocar dos elecciones anticipadas, en 1997 y 2000, ganando en ambas ocasiones. Wilfrid Laurier y John Turner, mientras tanto, perdieron sus presidencias en elecciones rápidas que ellos mismos habían convocado (en 1911 y 1984, respectivamente). La elección instantánea federal más notable es la de 1958, cuando el primer ministro John Diefenbaker convocó una elección solo nueve meses después de la anterior y transformó a su gobierno minoritario en la mayor mayoría en la historia de Canadá hasta esa fecha.
También se convocó a elecciones anticipadas en la provincia de Ontario en 1990, tres años después del mandato del primer ministro David Peterson. Peterson estaba encuestando al 54%, inferior a su popularidad máxima, pero aún muy por encima de los líderes del partido de la oposición, y esperaba ser reelegido con una cómoda mayoría. Sin embargo, la elección rápida resultó contraproducente ya que se interpretó como un signo de arrogancia, y algunos lo vieron cínicamente como un intento de ganar otro mandato antes de una recesión económica anticipada. En la mayor sorpresa en la historia de Ontario, el Nuevo Partido Democrático liderado por Bob Rae ganó un gobierno mayoritario sin precedentes, mientras que Peterson perdió su propio escaño ante un candidato novato del NDP. Un resultado similar ocurrió en Alberta en 2015 cuando el primer ministro Jim Prentice del gobernante Partido Conservador Progresivo convocó a elecciones anticipadas. Unos meses antes, 11 MLA, incluido su líder del partido oficial opositor Wildrose, habían cruzado la tribuna para sentarse con el gobierno. Sin embargo, la provincia estaba entrando en una recesión económica debido a la abrupta caída en los precios del petróleo, y el presupuesto de Prentice no fue bien recibido por la izquierda o la derecha política. La victoria resultante de la mayoría del NDP derrocó a 13 ministros del gabinete y puso fin a 44 años del gobierno conservador progresivo en Alberta.

### República Checa
Las elecciones generales anticipadas se realizaron los días 25 y 26 de octubre de 2013, siete meses antes de la espiración del mandato legislativo de cuatro años del parlamento electo.
El gobierno elegido en mayo de 2010 dirigido por el primer ministro Petr Nečas se vio obligado a renunciar el 17 de junio de 2013, después de un escándalo de corrupción y soborno. A continuación, el presidente designó un gobierno interino dirigido por el primer ministro Jiří Rusnok, pero perdió por poco un voto de confianza el 7 de agosto, lo que llevó a su dimisión seis días después. La Cámara de Diputados aprobó una moción que se disolvió el 20 de agosto, con un llamado a nuevas elecciones dentro de los 60 días posteriores a la aprobación presidencial. El Presidente dio su asentimiento el 28 de agosto y programó las elecciones para los días 25 y 26 de octubre de 2013.

### Dinamarca
En Dinamarca, las elecciones parlamentarias se celebran cada cuatro años según el artículo 32 sección 1 de la Constitución danesa; sin embargo, el Primer Ministro puede elegir convocar a elecciones anticipadas en cualquier momento, siempre que cualquier parlamento electo ya haya sido convocado al menos una vez según el artículo 32 sección 2 de la Constitución danesa. Si un gobierno pierde su mayoría en el Folketing, esto no es automáticamente un voto de confianza, pero tal votación puede ser convocada y, si se pierde, el gobierno llama a una nueva elección. Dinamarca tiene una historia de gobiernos minoritarios de coalición, y debido a este sistema, un partido que normalmente brinda apoyo parlamentario al gobierno en ejercicio sin formar parte de él, puede optar por privar al gobierno de una mayoría parlamentaria con respecto a un voto específico, pero en el al mismo tiempo, evite convocar nuevas elecciones ya que cualquier voto de no confianza se lleva a cabo como un procedimiento separado.
Cabe destacar que Dinamarca se enfrentó a una serie de parlamentos muy cortos en los años setenta y ochenta. El primer ministro Poul Schlüter encabezó una serie de gobiernos minoritarios de coalición convocando elecciones en 1984, 1987, 1988 y 1990. Asimismo, sus predecesores llamaron a elecciones en 1971, 1973, 1975, 1977, 1979 y 1981. Durante más de 40 años, ningún danés en el parlamento ha cumplido su término completo de cuatro años, en todos los casos, el Primer Ministro ha convocado elecciones en una fecha anterior.
Elecciones generales de 2007: el primer ministro danés Anders Fogh Rasmussen anunció una fecha de elección para el 24 de octubre de 2007. Las elecciones se celebraron antes de tiempo en el sentido de que por ley las elecciones debían celebrarse antes del 8 de febrero de 2009, cuatro años después de las elecciones anteriores. Anders Fogh Rasmussen explicó que las elecciones se convocaron temprano para permitir que el parlamento trabaje en importantes temas futuros sin distraerse en futuras elecciones. Refiriéndose específicamente a la reforma de la asistencia social, dijo que los partidos rivales intentarían superarse unos a otros con costosas reformas que dañarían la economía danesa.

### Finlandia
El presidente de Finlandia puede llamar a unas elecciones anticipadas. De acuerdo con la Constitución de 2000, el presidente solo puede hacerlo a posteriori de una propuesta del Primer Ministro y después de consultas con los grupos parlamentarios, mientras el Parlamento está en sesión. En anteriores constituciones, el presidente tenía el poder de hacerlo unilateralmente.

### Francia
En Francia, bajo la Quinta República, mientras la Asamblea Nacional es elegida por un período de cinco años, el presidente tiene la autoridad para disolver la Asamblea Nacional y convocar elecciones anticipadas, siempre que la Asamblea no haya sido disuelta en los doce meses anteriores. Desde la sincronización de los términos presidenciales y parlamentarios a cinco años en 2002, reduciendo el riesgo de una cohabitación, no se ha convocado una elección anticipada.
- Elecciones parlamentarias de 1997: el entonces presidente Jacques Chirac convocó elecciones un año antes de lo previsto para intentar tomar a los partidos de izquierda desprevenidos. En parte debido a la impopularidad del primer ministro, Alain Juppé, una coalición de partidos de izquierda pudo formar un gobierno, dando como resultado el período de convivencia más largo en la historia francesa moderna. Esto también marca la única vez que un presidente francés perdió una elección que convocó por su propia iniciativa.

- Elecciones parlamentarias de 1988: después de la reelección de François Mitterrand en las elecciones presidenciales de ese año, se convocó una elección parlamentaria para tratar de crear una mayoría parlamentaria para Mitterrand. Mientras que sus aliados obtuvieron una pluralidad de escaños, era necesario formar un gobierno de coalición. Una disolución similar ocurrió en 1981 después de la primera elección de Mitterrand.

### Alemania
En la República Federal de Alemania, las elecciones al Bundestag deben tener lugar dentro de los 46-48 meses posteriores a la primera sesión de la cámara anterior. El Presidente de Alemania puede disolver la cámara prematuramente si el gobierno pierde una moción de confianza (a solicitud del Canciller), o si no se puede formar un gobierno de mayoría.
- Elecciones federales de 1972: La coalición del canciller Willy Brandt entre el SPD y el FDP fue elegida en 1969 con una mayoría de 20 escaños relativamente limitada. El gobierno luego perdió la mayoría después de que varios miembros del par desertaron a la oposición CDU/CSU debido a la política exterior del gobierno respecto a la normalización de relaciones con la Alemania Comunista y el Bloque del Este, especialmente el reconocimiento de la frontera germano-polaca. Beneficiándose de la popularidad personal de Brandt, el gobierno fue reelegido con una mayoría fortalecida.

- Elecciones federales de 1983: El gobierno del canciller Helmut Schmidt fue derrocado en octubre de 1982 después de que el FDP pasara de aliarse con el SPD a aliarse con el partido CDU-CSU. Aunque la mayoría de los parlamentarios ahora apoyaban al gobierno del nuevo canciller Helmut Kohl, convocó elecciones anticipadas para obtener un mandato explícito para gobernar. Para hacer esto, deliberadamente perdió una moción de confianza pidiendo a sus miembros de la coalición abstenerse. Hubo cierta controversia sobre esta medida y la decisión fue impugnada en el Tribunal Constitucional, pero recibió la aprobación. El gobierno de Kohl ganó las elecciones con una pérdida neta de un asiento.

- Elecciones federales de 2005: El canciller Gerhard Schröder perdió deliberadamente una moción de confianza para desencadenar nuevas elecciones luego de que una serie de derrotas en las elecciones estatales, que culminaron con Renania del Norte-Westfalia, causó que la oposición obtuviera una amplia mayoría en el Bundesrat. El gobierno también temía que los izquierdistas diputados del SPD amenazaran con bloquear la legislación. Al igual que con la disolución de 1983, fue impugnada y confirmada en el Tribunal Constitucional. Las elecciones produjeron un parlamento colgado debido a los logros alcanzados por el partido Izquierda, lo que resultó en una gran coalición formada entre la CDU-CSU y el SPD. Schröder perdió su cancillería debido a que su partido quedó segundo en las elecciones.

### Grecia
En 2012, Grecia celebró elecciones rápidas en dos meses consecutivos. El gobierno de George Papandreou, elegido en las elecciones legislativas de 2009, había renunciado en noviembre de 2011. En lugar de provocar una elección instantánea inmediata, el gobierno fue reemplazado por un gobierno de unidad nacional que había remitido para ratificar e implementar las decisiones tomadas con otros países de la zona euro y el Fondo Monetario Internacional (FMI) un mes antes. Este gobierno sirvió por seis meses.
Las elecciones parlamentarias de mayo de 2012 produjeron un parlamento estancado y los intentos de formar un gobierno no tuvieron éxito. La constitución ordena al presidente disolver un parlamento recién elegido que no puede formar un gobierno. Diez días después de las elecciones, el presidente anunció que se realizaría una segunda elección. Las elecciones legislativas de junio de 2012 condujeron a la formación de un gobierno de coalición.

### India
- Elecciones generales de 1998: Las elecciones generales se celebraron en la India en 1998, después de que el gobierno elegido en 1996 se derrumbó y se convocó el 12.º Lok Sabha. Se convocaron nuevas elecciones cuando el Congreso Nacional Indio (INC) dejó el gobierno del Frente Unido liderado por I.K. Gujral, después de que se negaron a abandonar el partido regional Dravida Munnetra Kazhagam (DMK) del gobierno después de la DMK estaba vinculado por un panel de investigación sobre los separatistas de Sri Lanka se culpa por el asesinato de Rajiv Gandhi. El resultado de las nuevas elecciones también fue indeciso, sin ningún partido o alianza capaz de crear una gran mayoría. A pesar de que Atal Bihari Vajpayee retuvo su posición de primer ministro obtener el apoyo de 286 miembros de cada 545, el gobierno se derrumbó de nuevo a finales de 1998, cuando el AIADMK, con sus 18 escaños, retiró su apoyo, lo que lleva a nuevas elecciones en 1999.
- Elecciones generales de 1999: Las elecciones generales se celebraron en la India del 5 de septiembre al 3 de octubre de 1999, pocos meses después de la Guerra de Kargil. La elección de Lok Sabha es de importancia histórica ya que fue la primera vez que un frente único de los partidos logró alcanzar una mayoría y formar un gobierno que duró un período completo de cinco años, poniendo así fin a un período de inestabilidad política a nivel nacional que se había caracterizado por tres elecciones generales celebradas en tantos años. El 17 de abril de 1999, el Partido Bharatiya Janata (BJP) gobierno de coalición encabezado por el primer ministro Atal Bihari Vajpayee no pudo ganar un voto de confianza en el Lok Sabha (la cámara baja), por debajo de un solo voto debido a la retirada de uno de las alianzas de la coalición: la Inda, Anna Dravida Munnetra Kazhagam (AIADMK). El líder de la AIADMK, J. Jayalalitha, había amenazado constantemente a retirar su apoyo a la coalición de gobierno si no se cumplen ciertas exigencias, en particular, el saqueo del gobierno de Tamil Nadu, el control de lo que se había perdido tres años anteriores. El BJP acusó a Jayalalitha de hacer las demandas para evitar ser juzgada de una serie de cargos de corrupción, y no se pudo llegar a un acuerdo entre las partes que condujera a la derrota del gobierno. Sonia Gandhi, líder del entonces partido opositor más grande el Congreso Nacional Indio no pudo formar una coalición de partidos lo suficientemente grande como para asegurar una mayoría trabajadora en el Lok Sabha. Poco después de la moción de no confianza, el presidente K. R. Narayanan disolvió el Parlamento y convocó nuevas elecciones. Atal Bihari Vajpayee permaneció como primer ministro interino hasta que las elecciones se llevaron a cabo ese mismo año.

### Italia
En Italia, las elecciones nacionales han sido bastante frecuentes en la historia moderna, tanto bajo la monarquía como en la actual fase republicana. Después de la fundación de la República Italiana en 1946, la primera elección rápida tuvo lugar en 1972 y la última en 2008. Después de cambios significativos en el sistema electoral (en 1992-93), la frecuencia de las elecciones rápidas se ha reducido ligeramente desde la nueva reglamentación concedió la finalización de dos de cuatro términos parlamentarios. No obstante, las elecciones rápidas todavía juegan un papel en el debate político como herramientas consideradas por los partidos políticos y el Poder Ejecutivo para promover su agenda o capturar el impulso político. Ninguna elección de revocación está codificada en las regulaciones electorales. El presidente italiano no está obligado a convocar a elecciones anticipadas, incluso si el primer ministro lo solicita, siempre que el Parlamento pueda formar una nueva mayoría trabajadora (el presidente Scalfaro negó las rápidas elecciones al primer ministro Berlusconi después de la pérdida de confianza en 1994).

### Japón
En Japón, se convoca a elecciones rápidas cuando un primer ministro disuelve la cámara baja de la Dieta de Japón. El acto se basa en el Artículo 7 de la Constitución de Japón, que puede interpretarse como diciendo que el Primer Ministro tiene el poder de disolver la cámara baja después de haber asesorado al Emperador. Uno de esos casos fueron las elecciones generales 11 de septiembre de 2005, convocada por el primer ministro Junichiro Koizumi después de que la Dieta rechazara su plan de privatizar Japan Post. Koizumi ganó una contundente victoria, y el proyecto de ley de privatización se aprobó en la próxima sesión.

### Luxemburgo
Las elecciones generales se realizaron el 20 de octubre de 2013. Las elecciones se convocaron después de que el primer ministro Jean-Claude Juncker, en aquel momento el jefe de gobierno más largo de la Unión Europea, anunciara su renuncia por un escándalo de espías relacionado con el Servicio de Información del Estado (SREL). La revisión encontró a Juncker deficiente en su control sobre el servicio.
Después de un escándalo de escándalo que involucró a los políticos SREL ilegales, el Gran Duque y su familia, y las acusaciones de pago a favor a cambio de acceso a los ministros y funcionarios gubernamentales filtrados a través de la prensa, el primer ministro Juncker presentó su renuncia al Gran Duque el 11 de julio de 2013, sobre el conocimiento de la retirada del Partido Socialista de los Trabajadores de Luxemburgo del gobierno y, por lo tanto, perdiendo su confianza y su suministro en la Cámara de Diputados. Juncker instó al Gran Duque a la disolución inmediata del parlamento y la convocatoria a elecciones anticipadas.

### Nueva Zelanda
Las elecciones en Nueva Zelanda deben celebrarse cada tres años, y la fecha está determinada por el Primer Ministro. Hubo tres elecciones anticipadas, en 1951, 1984 y 2002.
- La elección anticipada de 1951 se produjo inmediatamente después de la disputa de la costa de 1951, en la que el gobierno del Partido Nacional se puso del lado de las navieras contra un sindicato militante, mientras que la oposición laborista se equivocó y, por lo tanto, molestó a ambas partes. El gobierno fue devuelto con una mayor mayoría.

- La elección anticipada de 1984 se produjo durante un período en el que el gobierno del Partido Nacional tenía una mayoría de un solo asiento. El primer ministro Robert Muldoon convocó una elección después de perder la paciencia con sus diputados menos obedientes. Al anunciar la elección a la televisión nacional mientras estaba visiblemente borracho, el gobierno de Muldoon perdió posteriormente y el Partido Laborista tomó el poder.

- Las elecciones de 2002. El 12 de junio de 2002, el Partido del Trabajo, la primera ministra Helen Clark anunció que el país tendría una elección general el 27 de julio de 2002. Clark afirmó que una encuesta inicial fue necesaria debido al colapso de su socio en la coalición, la Alianza, pero negó que fuera una elección rápida. Esta elección anticipada causó considerables comentarios. Los críticos afirmaron que Clark podría haber continuado gobernando, y que la elección anticipada fue convocada para aprovechar la fuerte posición laborista en las urnas.

### Pakistán
- Elecciones generales de 1990: El Partido Popular de Pakistán (PPP) dirigido por Benazir Bhutto ganó una pluralidad de escaños en las elecciones de 1988 y Bhutto fue nombrado primer ministro. Sin embargo, en 1990 hubo descontento por el aumento de la anarquía, las acusaciones de corrupción y el fracaso del gobierno para cumplir las promesas que había hecho durante la campaña de 1988.
- Elecciones generales de 1993: La Liga Musulmana de Pakistán (N) (PML-N) ganó las elecciones de 1990 y el líder del partido, Nawaz Sharif, fue elegido primer ministro. A principios de 1993, intentó despojar al Presidente del poder para destituir al Primer Ministro, a la Asamblea Nacional y a las asambleas regionales. Sin embargo, en abril de 1993 el presidente Khan destituyó a Sharif por corrupción y convocó elecciones para el 14 de julio después de disolver la Asamblea Nacional. Sharif inmediatamente apeló a la Corte Suprema, que en mayo dictaminó por 10 a 1 que Khan había excedido sus poderes y por lo tanto restauró a Sharif como primer ministro. Khan y Sharif comenzaron a luchar por el control de Pakistán durante los próximos dos meses. Ambos intentaron asegurar el control de las asambleas regionales y, en particular, Punjab. En Punjab, esto representó un secuestro y el traslado de 130 miembros de la Asamblea de Punjab a la capital para garantizar que permanecieran leales a Sharif. Mientras tanto, el líder del principal partido de la oposición, Benazir Bhutto, amenazó con encabezar una marcha sobre Islamabad a menos que se convocaran nuevas elecciones. Finalmente, el 18 de julio, bajo la presión del ejército para resolver la lucha por el poder, Sharif y Khan renunciaron como primer ministro y presidente, respectivamente. Las elecciones para la Asamblea Nacional se convocaron para el 6 de octubre, con elecciones para las asambleas regionales que se realizarán poco después. Elecciones generales de 1997: El PPP ganó el mayor número de escaños en las elecciones de 1993 y Benazir Bhutto se convirtió en primer ministro a la cabeza de un gobierno de coalición. Sin embargo, el 5 de noviembre de 1996, el presidente Leghari, un antiguo aliado de Bhutto, despidió al gobierno 2 años antes por supuesta corrupción y abuso de poder. Las acusaciones incluyen mala administración financiera, no detener las muertes de policías, destruir la independencia judicial y violar la constitución. Varios miembros del partido del PPP fueron detenidos, incluido el esposo de Bhutto, Asif Ali Zardari, quien fue acusado de aceptar comisiones por organizar acuerdos oficiales. Un exorador y miembro del PPP Miraj Khalid fue nombrado primer ministro interino. La asamblea nacional y las asambleas provinciales se disolvieron y se convocaron elecciones para el 3 de febrero de 1997. Bhutto rechazó todos los cargos en su contra y solicitó a la Corte Suprema que revocara su despido. Sin embargo, el tribunal dictaminó en enero que había pruebas suficientes para que el despido se justificara legalmente.

### Filipinas
En Filipinas, el término "elecciones anticipadas" generalmente se refiere a las elecciones presidenciales de 1986, en las que el presidente Ferdinand Marcos convocó elecciones antes de lo programado, en respuesta al creciente descontento social. Marcos fue declarado ganador oficial de las elecciones, pero finalmente fue derrocado cuando se alegó que había hecho trampa en las elecciones.
Las razones de la convocatoria de las elecciones anticipadas se debieron a la crisis política y económica, la inestabilidad política en el país y el deterioro de la situación de la paz y el orden.

Como Filipinas se organiza en un sistema presidencial, el Congreso no puede ser disuelto. Esto significa que no se puede invocar "elecciones anticipadas" como se entiende bajo el sistema parlamentario.

### Eslovaquia
Las elecciones parlamentarias de Eslovaquia de 2012 se realizaron el 10 de marzo del mismo año para elegir a 150 miembros del Consejo Nacional. Las elecciones siguieron a la caída de la Unión Demócrata y Cristiana Eslovaca-Partido Democrático de la primera ministra Iveta Radičová, coalición liderada por el Partido Demócrata en octubre de 2011 por un voto de desconfianza que su gobierno había perdido debido a su apoyo al Fondo Europeo de Estabilidad Financiera. En medio de un importante escándalo de corrupción que involucró a políticos locales de centroderecha, la Dirección-Socialdemocracia, del Primer Ministro Robert Fico, obtuvo una mayoría absoluta de escaños.

### Eslovenia
Las elecciones parlamentarias para los 90 diputados a la Asamblea Nacional de Eslovenia se celebraron el 4 de diciembre de 2011. Esta fue la primera elección anticipada en la historia de Eslovenia. 65.60% de los votantes emitieron su voto. La elección fue sorprendentemente ganada por el partido de centro izquierda Positive Slovenia, dirigido por Zoran Janković. Sin embargo, no pudo ser elegido como el nuevo Primer Ministro en la Asamblea Nacional, y el nuevo gobierno fue formado por una coalición de cinco partidos de derecha, encabezada por Janez Janša, el presidente del Partido Demócrata esloveno, que ocupa el segundo lugar. La Asamblea Nacional está compuesta por 90 miembros, elegidos por un período de cuatro años, 88 miembros elegidos por el sistema de representación proporcional de la lista de partidos con el método D'Hondt y 2 miembros elegidos por minorías étnicas (italianos y húngaros) utilizando el recuento de Borda.
La elección estaba programada para el 2012, cuatro años después de las elecciones de 2008. Sin embargo, el 20 de septiembre de 2011, el gobierno dirigido por Borut Pahor cayó después de un voto de censura.
Como se establece en la Constitución, la Asamblea Nacional debe elegir un nuevo Primer Ministro dentro de los 30 días y un candidato debe ser propuesto por los miembros de la Asamblea o el presidente del país dentro de los siete días posteriores a la caída de un gobierno. Si esto no sucede, el presidente disuelve la Asamblea y convoca a elecciones anticipadas. Los líderes de la mayoría de los partidos políticos parlamentarios expresaron su opinión de que preferían una elección anticipada en lugar de formar un nuevo gobierno.
Como no se propusieron candidatos antes de la fecha límite, el presidente Danilo Türk anunció que disolvería la Asamblea el 21 de octubre y que las elecciones se celebrarían el 4 de diciembre. Se planteó la cuestión de si el presidente podría disolver la Asamblea después de los siete días, en caso de que no se propusiera un candidato. Sin embargo, como esta situación no está contemplada en la Constitución, los partidos políticos acogieron favorablemente la decisión del Presidente de esperar los 30 días completos. La disolución de la Asamblea, una primicia en la Eslovenia independiente, tuvo lugar el 21 de octubre, un minuto después de la medianoche.

### España
Desde las primeras elecciones democráticas tras la Guerra Civil, celebradas el 15 de junio de 1977, y aunque el plazo estipulado por la Constitución para la celebración de comicios sea cada cuatro años, se han producido ocho adelantos electorales.
- Elecciones generales 1979: Fueron convocadas a tenor de la disposición transitoria octava de la recién promulgada Constitución española, a través del Real Decreto 3073/1978, de 29 de diciembre. La disposición transitoria octava obligaba al Presidente del Gobierno, Adolfo Suárez, a enfrentarse a una sesión de investidura en el Congreso de los Diputados para ratificar su cargo, o bien a convocar nuevas elecciones.

- Elecciones generales 1982: Las elecciones fueron anticipadas seis meses, ya que debían haberse celebrado el sábado 30 de abril de 1983. El entonces presidente del gobierno, Calvo-Sotelo, convocó elecciones anticipadas debido a la difícil situación que vivía el partido del gobierno y ante la dificultad para seguir gobernando.

- Elecciones generales 1986: Los comicios fueron anticipados cinco meses, ya que la fecha máxima en que podían haberse celebrado era el jueves 27 de noviembre. El presidente del gobierno Felipe González adelantó las elecciones aprovechando el éxito político obtenido en el Referéndum sobre la permanencia de España en la OTAN, celebrado el 12 de marzo, apenas unas semanas antes.

- Elecciones generales 1989: El presidente del Gobierno, Felipe González, disolvió el Parlamento el 4 de septiembre de 1989, a fin de evitar inestabilidad política en los meses previos a la Expo'92 de Sevilla y a los JJOO de Barcelona'92. Tras las elecciones, la coalición de PSOE y PSC, que hasta entonces formaba por sí sola Gobierno, perdió la mayoría absoluta parlamentaria de la que gozaba, necesitando firmar un acuerdo ambos partidos con la Agrupación Tinerfeña de Independientes para continuar en el Gobierno.

- Elecciones generales 1989: Fueron convocadas cuatro meses antes de la disolución prevista por el presidente del Gobierno Felipe González, pues las Cortes Generales se deberían haber disuelto el 29 de octubre.

- Elecciones generales 1996: El presidente del Gobierno, Felipe González, convocó elecciones nada más comenzar 1996 tras formarse una mayoría parlamentaria contraria a su Gobierno, al retirar el apoyo CDC al Gobierno de coalición PSOE-PSC. Tras las elecciones, se formó un Gobierno alternativo del PP bajo la presidencia de José María Aznar, y apoyado parlamentariamente por CDC, UDC, PNV, ATI, CCN, ICAN, UPN y PAR.

- Elecciones generales 2011: Las elecciones se celebraron cuatro meses antes de lo previsto debido a la decisión por parte del presidente del Gobierno, José Luis Rodríguez Zapatero, de efectuar un adelanto electoral, ya que la fecha originalmente prevista era el 8 de abril de 2012.

- Elecciones generales 2019: El presidente del Gobierno, Pedro Sánchez, que había llegado al poder en junio de 2018 a través de una moción de censura, convocó elecciones tras perder su Gobierno de coalición PSOE-PSC una importante votación parlamentaria, por la retirada del apoyo de ERC. Tras las elecciones, que hubieron de repetirse por mandato constitucional en noviembre, se formó un Gobierno de coalición de cinco partidos políticos (PSOE, PSC, Podemos, Barcelona En Comú y PCE), bajo la presidencia nuevamente de Pedro Sánchez, y apoyado parlamentariamente por un puñado más de partidos minoritarios. Era la primera vez que se formaba un Gobierno de coalición entre partidos que habían competido electoralmente entre sí desde 1939.
- Elecciones generales 2023: El presidente del Gobierno, Pedro Sánchez, convocó el 29 de mayo de 2023, el día después de las elecciones municipales y autonómicas de 2023, elecciones generales anticipadas para el 23 de julio de 2023, tras los malos resultados para el bloque del Gobierno.

### Suecia
El Instrumento de Gobierno (Regeringsformen) en la Constitución de Suecia permite una "nueva elección" ("Nyval" en sueco). La redacción se utiliza para dejar en claro que no cambia el período hasta la próxima elección ordinaria, y los miembros del Parlamento (riksdagsledamöter) elegidos simplemente cumplen con lo que queda del período parlamentario de cuatro años. Las elecciones son convocadas por el gobierno. Las elecciones también se realizarán si el parlamento no puede elegir un primer ministro en su cuarto intento. Las elecciones no se pueden convocar durante los primeros tres meses de la primera sesión del parlamento después de una elección general. Las elecciones no pueden ser convocadas por un primer ministro que haya renunciado o haya sido dado de baja. 
Crisis del gobierno sueco 2014: el 3 de diciembre de 2014, el primer ministro Stefan Löfven anunció que el gobierno convocaba a elecciones anticipadas el 22 de marzo de 2015, después de que el parlamento elegido el 14 de septiembre de 2014 votara en contra de la propuesta del gobierno para el presupuesto estatal 2015. Sin embargo, el orden final de las elecciones rápidas nunca se llevó a cabo ya que seis de los ocho partidos del parlamento llegaron a un acuerdo el 27 de diciembre de 2014 llamado Decemberöverenskommelsen (El acuerdo de diciembre). El acuerdo se disolvió en 2015, sin embargo, los partidos de centroderecha moderada y centro permitieron que el gobierno minoritario socialdemócrata siguiera gobernando.

### Tailandia
- Elecciones generales de 2006: en 2005, el primer ministro Thaksin Shinawatra y su partido Thai Rak Thai fueron reelectos por un segundo mandato consecutivo cuando obtuvieron una aplastante victoria en las elecciones generales al obtener la increíble cifra de 375 de los 500 escaños en el parlamento. Este resultado le dio a su partido el poder de enmendar la constitución ya que obtuvieron una mayoría de dos tercios. Sin embargo, un año después, en 2006, se descubrió que Thaksin se había dedicado a prácticas comerciales corruptas en su propia empresa de telecomunicaciones Shincorp. Esto condujo a violentas protestas callejeras en Bangkok organizadas por sus rivales, el partido demócrata liderado por el principal líder de la oposición, Abhisit Vejjajiva, donde exigieron su renuncia. Por otro lado, Thaksin se arriesgó y convocó elecciones anticipadas programadas para el 2 de abril de 2006, donde todos los principales partidos de la oposición boicotearon las urnas y más del 50% de los votantes se abstuvieron de emitir sus votos. Thaksin ganó por defecto y capturó los 500 escaños en la cámara del Parlamento. Meses después, el Tribunal Supremo anuló los resultados de las elecciones y ordenó que se celebraran nuevas elecciones dentro de los 100 días posteriores a la fecha del fallo del tribunal. Sin embargo, eso no fue así ya que Thaksin fue derrocado en un golpe militar que lo forzó a exiliarse en Filipinas y Emiratos Árabes Unidos. Los militares se mantuvieron en el poder hasta 2007, cuando renunciaron y celebraron unas elecciones generales en diciembre de ese año para restaurar la democracia.
- Elecciones generales de 2014: la hermana de Thaksin Shinawatra, Yingluck Shinawatra, se convirtió en la primera mujer primer ministro de Tailandia el 3 de agosto de 2011 cuando ganó una victoria aplastante el 3 de julio de 2011. La paz prevaleció en Tailandia durante dos años y medio bajo el gobierno del primer ministro Yingluck. El país volvió a otra crisis política en noviembre de 2013 cuando sus oponentes querían que el primer ministro y su gobierno del Partido Pheu Thai dimitieran después de que ella trató de aprobar un controvertido proyecto de amnistía en el parlamento que permitiría el regreso de su hermano Thaksin como hombre libre. Sin embargo, el proyecto de ley no se aprobó porque el gobierno sucumbió a la presión de las semanas de protestas callejeras y bloqueos que tuvieron lugar en Bangkok, que se intensificaron antes del cumpleaños del Rey. El 9 de diciembre de 2013, el primer ministro Yingluck Shinawatra decidió disolver el parlamento y convocó elecciones generales rápidas, que se celebraron el 2 de febrero de 2014. Este anuncio se produjo un día después de la renuncia de todos los diputados del principal partido demócrata de oposición liderado por el líder de la oposición Abhisit Vejjajiva, que boicoteó las elecciones después.

### Reino Unido
Las condiciones para cuando se puede convocar unas elecciones anticipadas han sido restringidas significativamente por la Ley de Parlamentos de Plazo Fijo de 2011 a las ocasiones en que el gobierno pierde una moción de confianza o cuando una mayoría de dos tercios de los MP votan a favor. Antes de esto, el Primer Ministro del Reino Unido tenía el poder de facto para convocar una elección a voluntad al solicitar la disolución del monarca; las limitadas circunstancias en que esto no se concedería se establecían en los Principios de Lascelles. No hubo un período fijo para la celebración de elecciones, aunque entre 1997 y 2015 hubo una convención de que el gobierno debería celebrar elecciones en la misma fecha que las elecciones locales del primer jueves de mayo. Desde la Segunda Guerra Mundial, solo las elecciones generales de 2015 se celebraron en la última fecha posible (7 de mayo de 2015), debido a que fueron las primeras elecciones generales al final de un Parlamento de plazo fijo.
Las siguientes elecciones fueron convocadas por una decisión voluntaria del gobierno menos de cuatro años después de la elección anterior:
- Elecciones generales de 1923: aunque los conservadores obtuvieron una mayoría activa en la Cámara de los Comunes después de la victoria de Bonar Law en las elecciones generales de 1922, Stanley Baldwin convocó elecciones un año después. Baldwin buscó un mandato para aumentar los aranceles, que Law había prometido en contra en las elecciones anteriores, así como también deseó obtener un mandato personal para gobernar y fortalecer su posición dentro del partido. Esto resultó contraproducente, ya que las elecciones dieron como resultado un parlamento colgado. Después de perder una moción de confianza en enero de 1924, Baldwin renunció y fue reemplazado por Ramsay MacDonald, quien formó el primer gobierno minoritario laborista del país con el apoyo tácito del Partido Liberal.

- Elecciones generales de 1931: después de que su gobierno se dividió sobre cómo lidiar con la Gran Depresión, Ramsay MacDonald ofreció su renuncia al Rey en agosto de 1931. Fue persuadido para formar un gobierno nacional con los conservadores y liberales, lo que resultó en su expulsión del Partido Laborista. Los conservadores luego forzaron a MacDonald a llamar a las elecciones. El resultado fue que el gobierno nacional ganó uno de los mayores derrumbes en la historia británica, mientras que los laboristas perdieron el 80% de sus escaños.

- Elecciones generales de 1951: a pesar de que los conservadores lideraban las elecciones, Clement Attlee convocó las elecciones para aumentar la mayoría de su gobierno, que se había reducido a solo cinco escaños en las elecciones generales de 1950. Aunque los laboristas en realidad superaron a los conservadores y sus aliados liberales nacionales por un cuarto de millón de votos, fueron derrotados y Winston Churchill regresó al cargo de primer ministro.

- Elección general de 1955: después de que Winston Churchill se retirara en abril de 1955, Anthony Eden se hizo cargo e inmediatamente convocó las elecciones para obtener un mandato para su gobierno.

- Elecciones generales de 1966: Harold Wilson convocó las elecciones diecisiete meses después de que los laboristas ganaran por poco las elecciones generales de 1964: el gobierno había ganado una mayoría apenas viable de cuatro escaños, que se había reducido a dos después de las elecciones parciales de Leyton en enero de 1965, ganó una victoria decisiva, con una mayoría de 98 asientos.

- Elecciones generales de febrero de 1974: el primer ministro Edward Heath convocó las elecciones para obtener un mandato para enfrentar una huelga de mineros. La elección produjo inesperadamente un parlamento colgado en el que los laboristas obtuvieron más escaños, a pesar de ganar menos votos que los conservadores. Incapaz de formar una coalición con los liberales, Heath renunció y fue reemplazado por Wilson.

- Elecciones generales de octubre de 1974: Seis meses después de las elecciones de febrero, Wilson convocó a otras elecciones generales en un intento de ganar una mayoría para su gobierno minoritario laborista y resolver el punto muerto. Wilson tuvo éxito, aunque los laboristas solo tenían una estrecha mayoría de 3 escaños.

Las siguientes elecciones fueron convocadas por votación en la Cámara de los Comunes, lo que resultó en una mayoría de dos tercios de parlamentarios, de conformidad con los términos de la Ley de Parlamentos de plazo fijo de 2011:
- Elecciones anticipadas de 2017, la primera ministra Theresa May solicitó una elección general que fue aprobada en el Parlamento por votación casi unánime. Esto fue poco después del inicio oficial del proceso de retirada de la Unión Europea (Brexit), y May dijo que necesitaba un mandato claro para dirigir el país a través de las negociaciones posteriores, y con la esperanza de aumentar la mayoría de su partido conservador. Las elecciones generales de 2017 fueron un fracaso para mayo, con el Partido Conservador perdiendo escaños, lo que resultó en un parlamento colgado.

Las siguientes elecciones fueron forzadas por una moción de desconfianza contra la voluntad del gobierno:
- Elecciones generales de 1924: Ramsay MacDonald se vio obligado a convocar las elecciones después de que conservadores y liberales se unieran para emitir un voto de censura como resultado del caso Campbell. Fue la tercera elección general en tres años. El resultado fue una victoria aplastante para Baldwin y los conservadores. Esto se debió principalmente a que los votantes liberales antisocialistas cambiaron para apoyar a los conservadores;

### Irlanda del Norte
Las administraciones del Reino Unido asignados (la Asamblea de Irlanda del Norte, Parlamento escocés y la Asamblea galesa; BC en 1998, 1999 y 1998, respectivamente) también son elegidos por períodos fijos de gobierno (cuatro años anteriores a 2011, cinco años después), pero las elecciones Snap aún se puede invocar en caso de una moción de desconfianza u otras circunstancias especiales.
Elecciones parlamentarias de Irlanda del Norte de 2017: Celebrada diez meses después de las elecciones de la Asamblea anterior. Tras la renuncia del Sinn Fein adjunto primer ministro Martin McGuinness sobre diversas cuestiones y escándalos con los socios de la coalición DUP de su partido, y la posterior negativa del Sinn Fein, que designe un nuevo vice primer ministro, el Gobierno de Irlanda del Norte se derrumbó y la Secretaría de Estado para el norte Irlanda James Brokenshire estaba legalmente obligado a convocar elecciones anticipadas para tratar de restaurar un gobierno descentralizado funcional. Esta elección se llevó a cabo el 2 de marzo de 2017. El DUP y el Sinn Fed siguieron siendo los dos partidos más grandes después de las elecciones, pero el 2017 de 12 no llegó a un acuerdo para compartir el poder; a pesar del vencimiento del plazo original para formar un nuevo ejecutivo, no se han convocado más elecciones.